# Estación de Cervera del Río Alhama
Cervera del Río Alhama fue una estación de ferrocarril situada en el municipio español de Cervera del Río Alhama, comunidad autónoma de La Rioja. Las instalaciones ferroviarias, que formaban parte de la línea Soria-Castejón, se encuentran ubicadas en el núcleo poblacional de Valverde

## Situación ferroviaria
La estación estaba situada en el punto kilométrico 74,9 de la línea férrea de ancho ibérico Soria-Castejón, a una altitud de 604 metros.

## Historia
La construcción de la línea Soria-Castejón estaba prevista en el Plan de Ferrocarriles de Urgente Construcción que promulgó la dictadura de Primo de Rivera. La construcción del trazado se inició en 1927, si bien los trabajos se alargaron debido a las vicisitudes de la época. La línea fue inaugurada oficialmente en septiembre de 1941. Las infraestructuras pasaron a integrarse en RENFE, creada ese mismo año como consecuencia de la nacionalización de la red ferroviaria de ancho ibérico. La estación de La Nava-Tarazona, que en un principio dispuso de varias vías de servicio, finalmente acabaría siendo rebajada a la categoría de apeadero. En 1996 se cerró a la circulación el trazado comprendido entre Soria y Castejón debido al escaso tráfico que movía la línea.
En la actualidad las instalaciones de Cervera del Río Alhama están abandonadas y no prestan servicio.